# Lytta delauneyi
Lytta delauneyi is een keversoort uit de familie van oliekevers (Meloidae). De wetenschappelijke naam van de soort is voor het eerst geldig gepubliceerd in 1889 door Fleutiaux & Sallé.